# 빅토리아 펜들턴

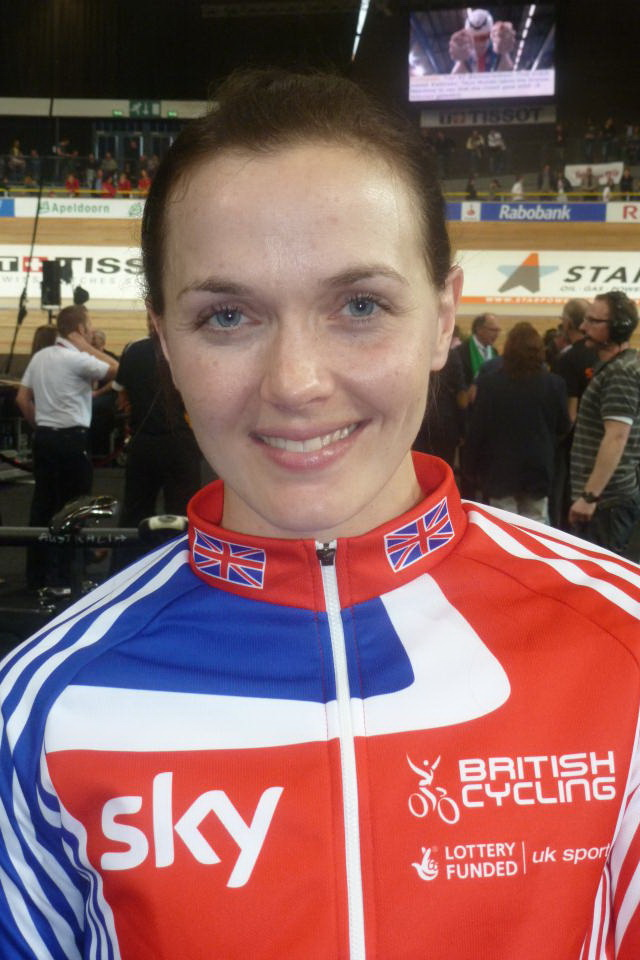
빅토리아 펜들턴(2011년)

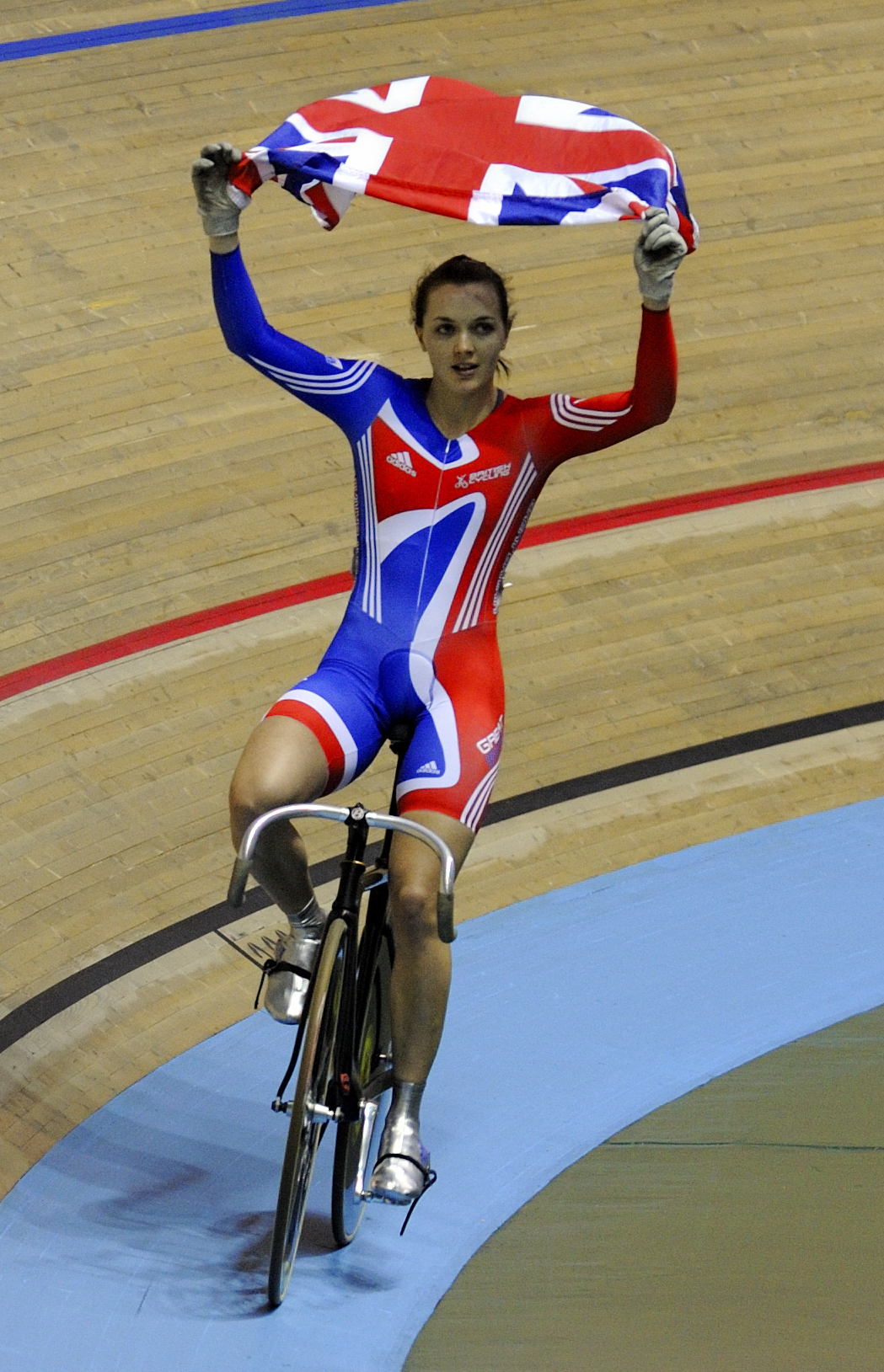

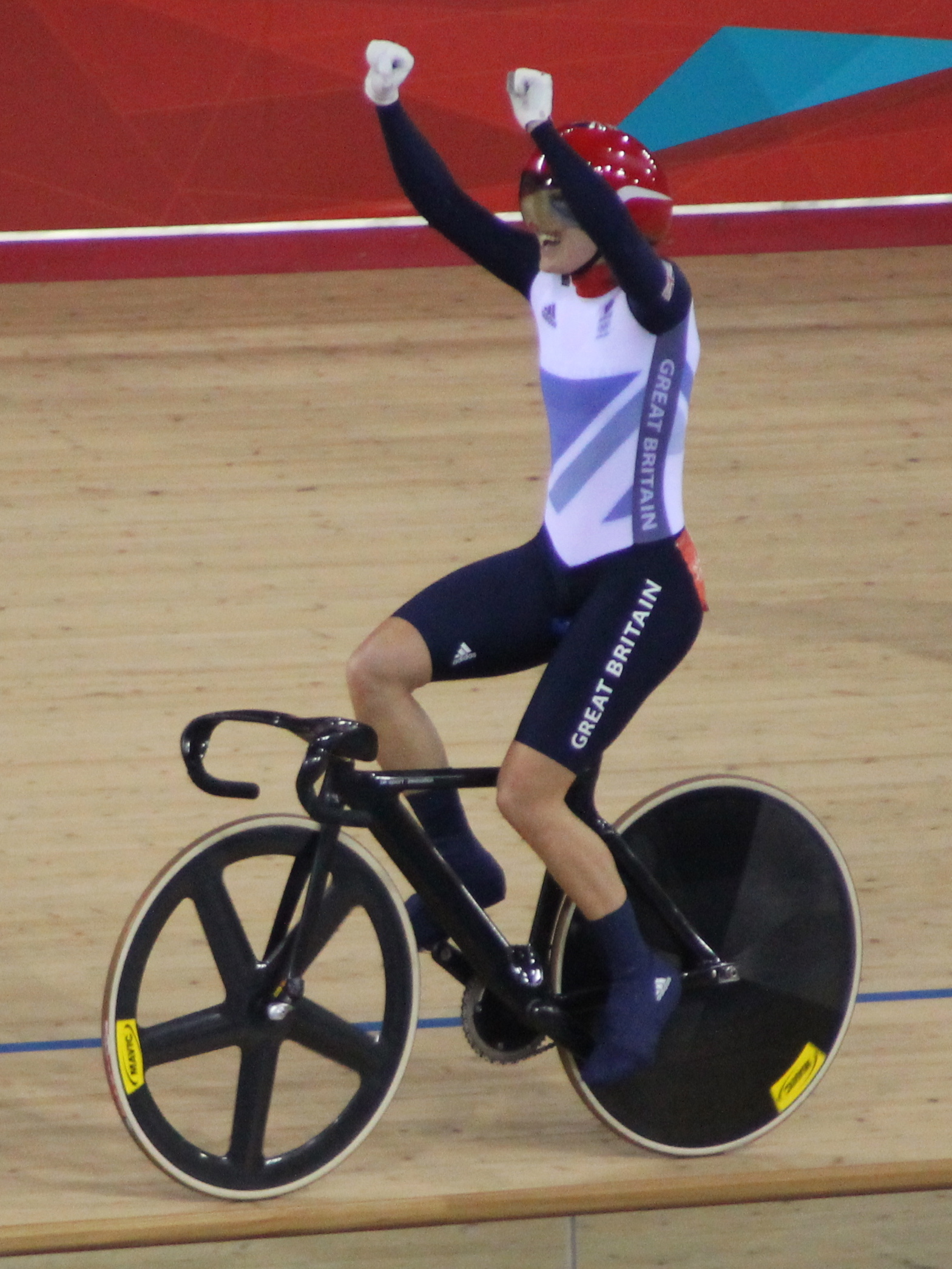

빅토리아 루이스 펜들턴(Victoria Louise Pendleton, CBE, 1980년 9월 24일~)은 영국 잉글랜드의 사이클 선수이다.
빅토리아 루이스 펜들턴과 그녀의 쌍둥이 형제 알렉스 제임스 펜들턴은 1980년 9월 24일에 영국 베드퍼드셔주 스톳폴드에서 태어났다.
그녀는 2003년 슈투트가르트 UCI 트랙 사이클 세계 선수권 대회와 2004년 멜버른 UCI 트랙 사이클 세계 선수권 대회 스프린트에서 4위를 했다.
그녀는 2004년 하계 올림픽때 독주에서 6위를 했고 200m 스프린트에서 9위를 했다.
펜들턴은 2005년 UCI트랙 사이클 세계 선수권 대회 스프린트에서 금메달을 획득했다. 그녀는 40년만에 세계 사이클 챔피언이 된 3번째 영국 여자 선수가 되었다.
그녀는 2007년 UCI 트랙 사이클 세계 선수권 대회 단체 스프린트에서 샤나제 리데와 함께 우승했다. 그녀는 개인 스프린트와 경륜에서 금메달을 땄다.
그녀는 2008년 UCI 트랙 사이클 세계 선수권 대회에서 2개의 금메달을 땄다. 펜들턴은 2008년 하계 올림픽 스프린트에서 금메달을 땄다.
그녀는 2009년 프루슈코프 UCI 트랙 사이클 세계 선수권 대회 스프린트에서 자신의 타이틀을 유지했다.
펜들턴은 2011년 UCI 트랙 사이클 세계 선수권 대회 단체 스프린트에서 은메달을 땄고 개인 스프린트에서 동메달을 땄다. 그녀는 경륜에서 7위를 했다. 펜들턴은 2011년 유럽 트랙 선수권 대회 단체 스프린트와 경륜에서 우승했지만, 개인 스프린트에서는 8위에 머물렀다.
펜들턴은 2012년 UCI 트랙 사이클 세계 선수권 대회 스프린트에서 우승했다. 그녀는 미어스와의 준결승 1라운드에서 넘어졌다. 펜들턴은 다른 2가지 종목에서 메달을 놓쳤다.
그녀는 2012년 하계 올림픽때 경륜에서 금메달을 땄고 스프린트에서 은메달을 땄다.

## 서훈
- 2009년 대영 제국 훈장 5등급(MBE)
- 2013년 대영 제국 훈장 3등급(CBE)

## 같이 보기
- 올림픽 다관왕 목록